# Pervez Musharraf
Pervez Musharraf (Urdu:پرويز مشرف), (Delhi, 11 augustus 1943 – Dubai, 5 februari 2023) was een Pakistaanse generaal en politicus. Hij was heerser sinds de staatsgreep van 1999 en van 2001 tot 2008 de tiende president van Pakistan. Nadat de enkele maanden ervoor gevormde nieuwe regeringscoalitie dreigde met een afzettingsprocedure trad Musharraf op 18 augustus 2008 af.

## Levensloop

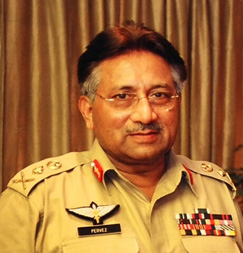
Musharraf als militair

Musharraf werd geboren in een gebied dat tegenwoordig tot India behoort. In 1947 verhuisde hij met zijn ouders naar het huidige Pakistan. Hij heeft een commandotraining gehad en heeft in twee oorlogen tegen India gevochten.
In 1999 greep Musharraf de macht. Bij een bezoek aan het buitenland werd hij, als hoogste militaire leider van het land, door de toenmalige premier Nawaz Sharif uit zijn functie ontheven. Bij zijn terugkeer op 12 oktober 1999 weigerde Sharif zijn vliegtuig met aan boord 200 andere passagiers toestemming te geven om te landen. Binnen enkele uren had het leger premier Sharif in een geweldloze staatsgreep afgezet en kreeg het vliegtuig, met nog slechts voor 10 minuten brandstof, toestemming om te landen. Op 20 juni 2001 benoemde Musharraf zichzelf tot president van Pakistan.
In 2002 stemde Musharraf toe een deel van zijn macht aan het parlement over te dragen. Tevens trad hij af als premier, een post waar later Mir Zafarullah Khan Jamali voor gekozen werd. Deze benoemde zelf een kabinet dat overwegend loyaal was aan president Musharraf.
Op 1 januari 2004 won Musharraf verkiezingen in het parlement en de vier provincieraden. Veel parlementariërs uit islamitische oppositiepartijen accepteerden deze uitslag niet en liepen weg. Voor Musharraf betekende dit een verlenging van zijn presidentstermijn tot 2007.
Musharraf overleed in februari 2023 op 79-jarige leeftijd.

## Reputatie
Musharraf wordt beschouwd als seculier en is na de aanslagen op 11 september 2001 gematigd vriendelijk tegenover het Westen. Musharraf was een bondgenoot van George W. Bush in de strijd tegen terrorisme. Hij heeft economische veranderingen doorgevoerd en Pakistan gemoderniseerd. Zijn grote voorbeeld is Mustafa Kemal Atatürk, die driekwart eeuw geleden het moderne Turkije stichtte.
Voornamelijk meer radicale islamitische groeperingen in Pakistan uitten veel kritiek op de houding van Musharraf. Op 14 december 2003 ontsnapte Musharraf aan de derde aanslag op zijn leven gedurende zijn heerschappij. Elf dagen later was er weer een poging waarbij niet de president, maar wel veertien omstanders en de twee plegers omkwamen.
Maar er was ook veel kritiek vanuit het westen nadat hij Benazir Bhutto, leidster van de grootste oppositiepartij Pakistan Peoples Party (PPP) huisarrest had opgelegd, hetgeen haar verhinderde om een protestmars tegen Musharraf te organiseren.

## Relatie met India
In 1999 werd Musharraf berucht in India toen hij als legerleider opdracht gaf aan zijn soldaten en militanten om het Kargil-gebied in India te bezetten. Dit leidde bijna tot een totale, en mogelijk nucleaire, oorlog. De coup van Musharraf die daarop volgde leidde daarom tot onrust bij India. Deze onrust verminderde na vredesbesprekingen in Agra tussen Musharraf en de Indiase premier Atal Bihari Vajpayee, maar die hadden verder geen resultaat.
De relatie met India verslechterde weer na een serie terreuraanslagen, waaronder een aanval op het Indiase parlement. Er kwam enige verbetering toen Musharraf op televisie verkondigde het terrorisme te gaan aanpakken. In januari 2004 werden er meer stappen genomen om de slechte relatie met India te verbeteren.

## Crisis en aftreden
Op 23 augustus 2007 bepaalde opperrechter Iftikar Mohammed Chaudhry van het Pakistaanse hooggerechtshof dat oud-premier Nawaz Sharif, die in 1999 door Musharraf werd verdreven, na zeven jaar ballingschap terug mocht keren naar Pakistan.
Op 6 oktober 2007 won Musharraf met grote meerderheid de presidentsverkiezingen. Hij kreeg 252 van de 257 stemmen. Zijn politiek tegenstander Wajihuddin Ahmed kreeg twee stemmen en drie stemmen werden ongeldig verklaard. De oppositie beschouwde zijn herverkiezing als onwettig, omdat Musharraf zich als opperbevelhebber van het leger herkiesbaar stelde, en ging naar het Hooggerechtshof.
Enkele dagen later, op 18 oktober, keerde Benazir Bhutto na een jarenlange vrijwillige ballingschap terug naar Pakistan om zich kandidaat te stellen voor haar derde ambtstermijn als premier.
Op 3 november 2007, enkele dagen voor de uitspraak van het hoger gerechtshof, riep Musharraf de noodtoestand uit in het land. Ook werd de grondwet uit 1973 formeel buiten werking gesteld. Reden voor de noodtoestand zou een terroristische dreiging zijn geweest. Hij ontsloeg de rechters die zijn herverkiezing dreigden nietig te verklaren. Duizenden tegenstanders werden gearresteerd of onder huisarrest geplaatst. Dit kostte hem veel geloofwaardigheid, zowel in het binnen- als het buitenland. 
Enkele dagen later, op 24 november, werd zijn verkiezing tot president door Pakistaanse verkiezingscommissie bevestigd. Onder grote internationale druk, vooral die van bondgenoot de Verenigde Staten, droeg Musharraf op 28 november 2007 de functie van stafchef over aan generaal Ashfaq Kayani. Op 29 november werd Musharraf, naar eigen zeggen als burgerpresident, beëdigd. De noodtoestand werd 15 december 2007 opgeheven. Op 27 december 2007 werd Benazir Bhutto, oud-premier en leider van de PPP, na een verkiezingstoespraak om het leven gebracht.
Op 18 februari 2008 werden nieuwe parlementsverkiezingen gehouden. Deze werden gewonnen door de oppositiepartijen PPP en Pakistan Muslim League (N) (PML-N). Met deze verkiezingsuitslag verloor Musharraf de steun in het parlement maar weigerde af te treden. In maart werd een nieuwe regering gevormd onder leiding van Yousaf Raza Gilani van de Moslimliga en Musharrafs grootste politieke opponent. Gillani werd genomineerd en verkozen tot premier van Pakistan.
Op 7 augustus 2008 maakten de partijleiders Asif Ali Zardari van de PPP, weduwnaar van de het jaar daarvoor vermoorde oppositieleidster Benazir Bhutto, en Nawaz Sharif van de PML-N op een persconferentie bekend dat de regeringscoalitie een begin zou maken met een afzettingsprocedure tegen president Musharraf.
Op 11 augustus zegden de afgevaardigden in de provincie Punjab het vertrouwen in Musharraf op. Een dag later werd door het parlement van de Noordwestelijke Grensprovincie met overweldigende meerderheid (107-4) een motie van wantrouwen tegen hem aangenomen. Musharraf hield de eer aan zichzelf door op 18 augustus 2008 af te treden als president van Pakistan. Hij maakte zijn vertrek wereldkundig in een televisietoespraak, waarin hij de oppositie beschuldigde van het hem in diskrediet brengen, het volk bedriegen en het schade toebrengen aan de natie. Musharraf verdedigde in de rede uitvoerig het beleid dat hij de afgelopen negen jaar had gevoerd. Hij beklemtoonde nooit persoonlijk gewin te hebben nagejaagd en enkel het land te hebben gediend. "Ik heb de situatie ernstig overwogen en heb verschillende politieke en gerechtelijke raadgevers geraadpleegd, en ik heb besloten op te stappen", zei Musharraf.
Zoals bepaald in de grondwet werd Musharraf opgevolgd door Muhammad Mian Soomro, de voorzitter het Pakistaanse parlement en lid van de pro-Musharraf-fractie in de PML-N. Soomro was waarnemend president tot een nieuwe president werd gekozen. Het parlement koos op 6 september 2008 Asif Ali Zardari als de opvolger van Musharraf voor een termijn van vijf jaar.
Musharraf verliet na zijn afzetting het land en ging in Londen wonen. In juni 2010 kondigde hij aan met zijn eigen politieke partij, de All Pakistan Muslim League, aan de parlementsverkiezingen van 2013 te willen meedoen. In maart van dat jaar keerde hij daartoe terug naar Pakistan.

## Juridische vervolging
In april 2013 werd Musharraf aangehouden. Hij werd ervan verdacht hoogverraad te hebben gepleegd toen hij als president de noodtoestand uitriep. Hij werd onder huisarrest geplaatst. Op 9 oktober dat jaar werd hij op borgtocht vrijgelaten. Een dag later werd hij echter opnieuw aangehouden, nu vanwege de door hem bevolen bestorming van de Rode Moskee in Islamabad in 2007, waarbij tientallen doden vielen. Wederom kwam hij onder huisarrest te staan. Op 7 november 2013 kwam hij weer op borgtocht vrij. Eind maart 2014 werd hij echter door de Pakistaanse regering aangeklaagd voor hoogverraad. Hij zei onschuldig te zijn. Voor de zaak werd een speciaal tribunaal ingericht.

### Veroordeling
Op 17 december 2019 werd Musharraf, die op dat moment vanwege een zenuwaandoening in een ziekenhuis in Dubai verbleef, bij verstek veroordeeld tot de doodstraf vanwege hoogverraad en het ondermijnen van de grondwet. De reden voor dit laatste was dat hij in 2007 voor eigen gewin de noodtoestand had uitgeroepen. Op 13 januari 2020 werd het doodvonnis door een andere Pakistaanse rechtbank vernietigd, omdat de gevolgde procedure ongeldig zou zijn geweest. Musharraf werd nu vrijgesproken.
Iskandar Mirza · Mohammed Ayub Khan · Yahya Khan · Zulfikar Ali Bhutto · Fazal Ilahi Chaudhry · Mohammed Zia-ul-Haq · Ghulam Ishaq Khan ·
Wasim Sajjad · Farooq Leghari · Wasim Sajjad · Mohammed Rafiq Tarar · Pervez Musharraf · Mohammed Mian Soomro · Asif Ali Zardari · Mamnoon Hussain · Arif Alvi ·
Asif Ali Zardari
Liaquat Ali Khan · Khawaja Nazimuddin · Muhammad Ali Bogra · Chaudhry Muhammad Ali · Huseyn Shaheed Suhrawardy · Ibrahim Ismail Chundrigar · Feroz Khan Noon · Mohammed Ayub Khan · Nurul Amin · Zulfikar Ali Bhutto · Muhammad Khan Junejo · Benazir Bhutto · Ghulam Mustafa Jatoi ·
Nawaz Sharif · Balakh Sher Mazari · Nawaz Sharif · Moeenuddin Ahmad Qureshi · Benazir Bhutto · Malik Meraj Khalid · Nawaz Sharif · Pervez Musharraf · Zafarullah Khan Jamali · Chaudhry Shujaat Hussain · Shaukat Aziz · Muhammad Mian Soomro · Yousaf Raza Gilani · Raja Pervez Ashraf ·
Mir Hazar Khan Khoso · Nawaz Sharif · Shahid Khaqan Abbasi · Nasirul Mulk · Imran Khan · Shehbaz Sharif · Anwar ul Haq Kakar · Shehbaz Sharif